# Wollishofen
Wollishofen (toponimo tedesco) è un quartiere di Zurigo di 16 137 abitanti, nel distretto 2.

## Geografia fisica
Wollishofen si affaccia sul Lago di Zurigo.

## Storia

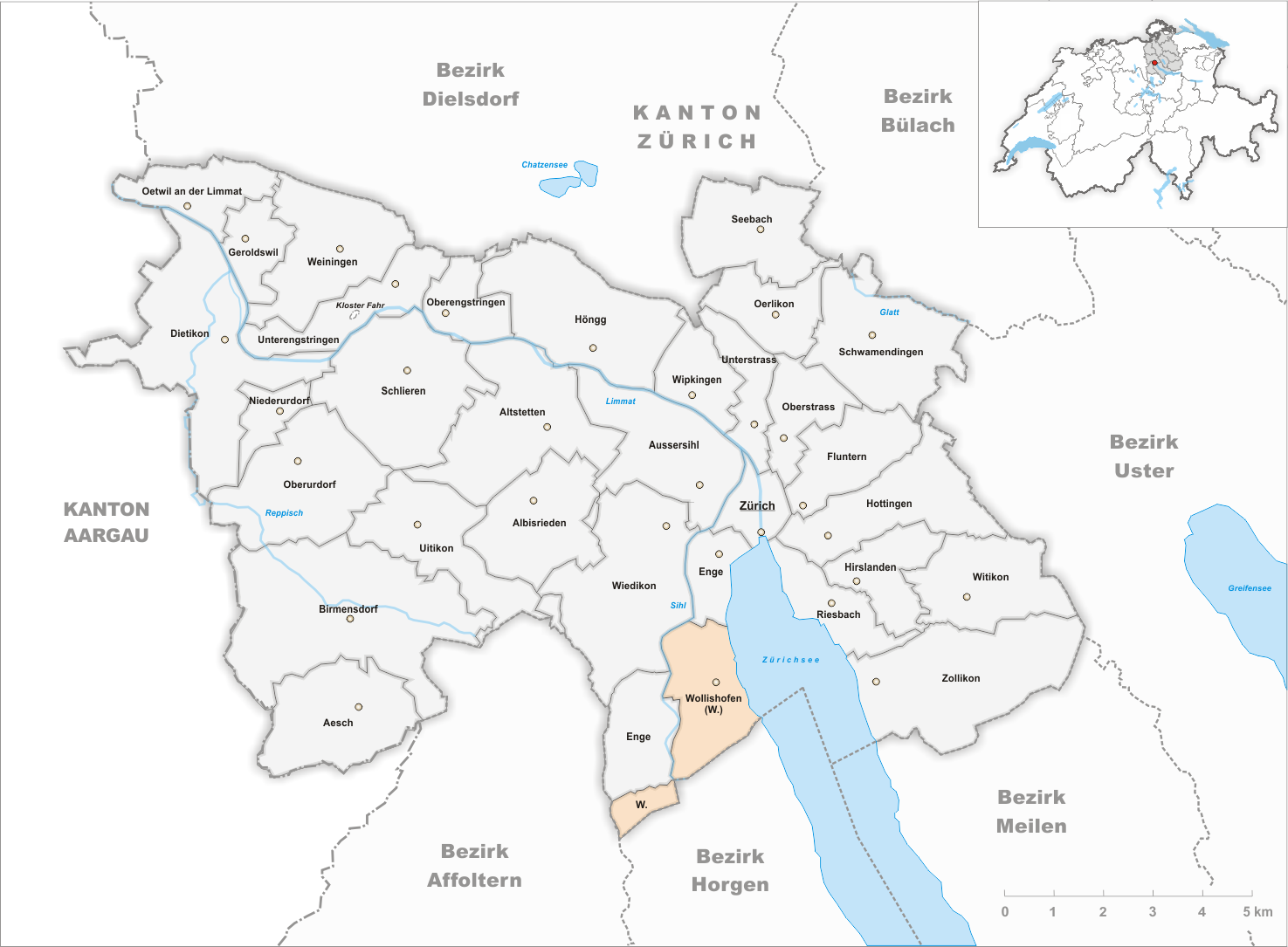
Il territorio del comune di Wollishofen prima degli accorpamenti comunali del 1893

Già comune autonomo che comprendeva le frazioni di Erdbrust, Honrain, Oberdorf, Rain e Unterdorf, nel 1893 è stato accorpato al comune di Zurigo assieme agli altri comuni soppressi di Aussersihl, Enge, Fluntern, Hirslanden, Hottingen, Leimbach, Oberstrass, Riesbach, Unterstrass, Wiedikon e Wipkingen. Dopo l'incorporazione formò, assieme a Enge e Leimbach, il II distretto; nel 1913 passò al nuovo distretto 2 assieme a Enge e Leimbach.

## Monumenti e luoghi d'interesse

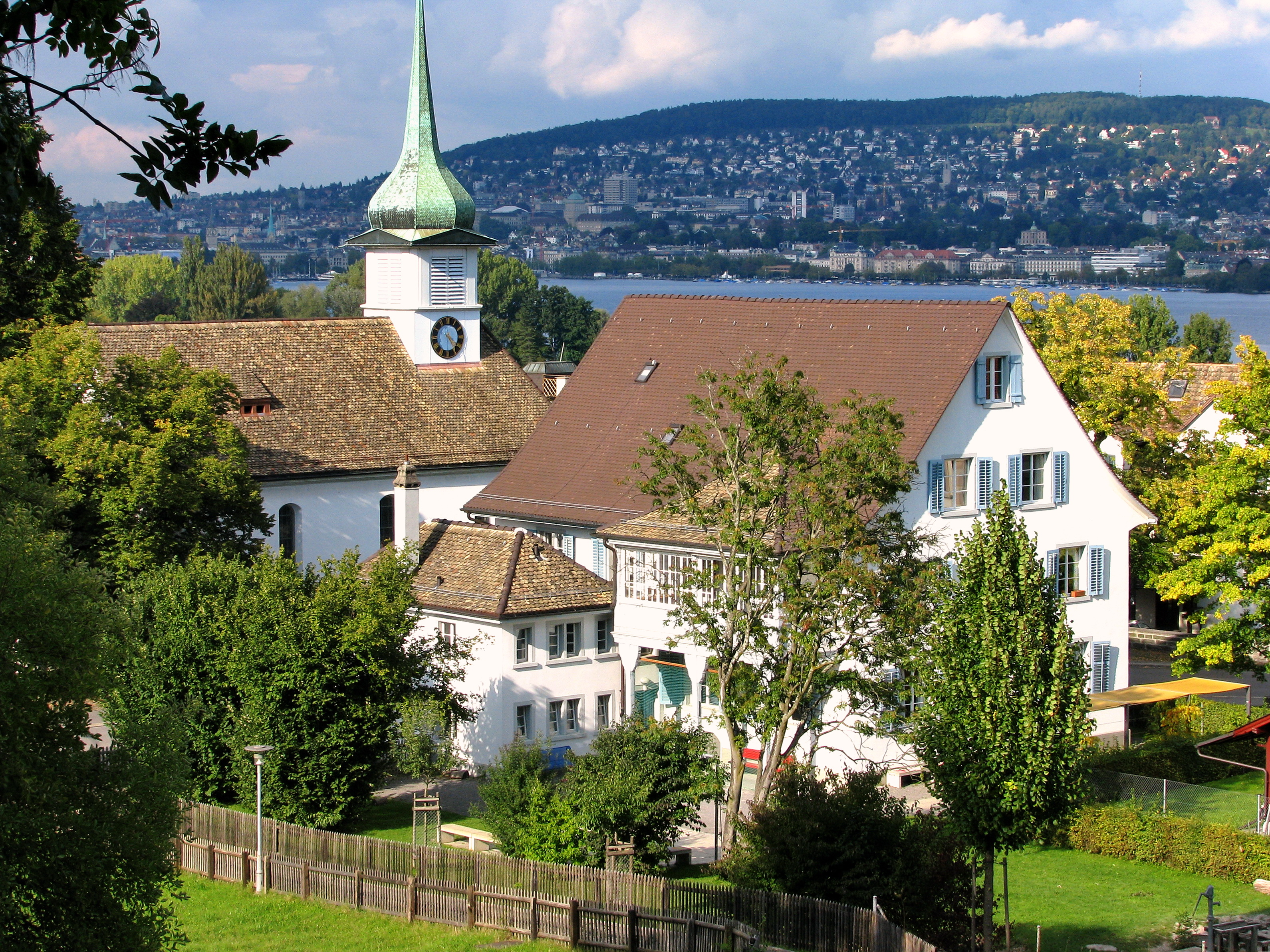
LAlte Kirche

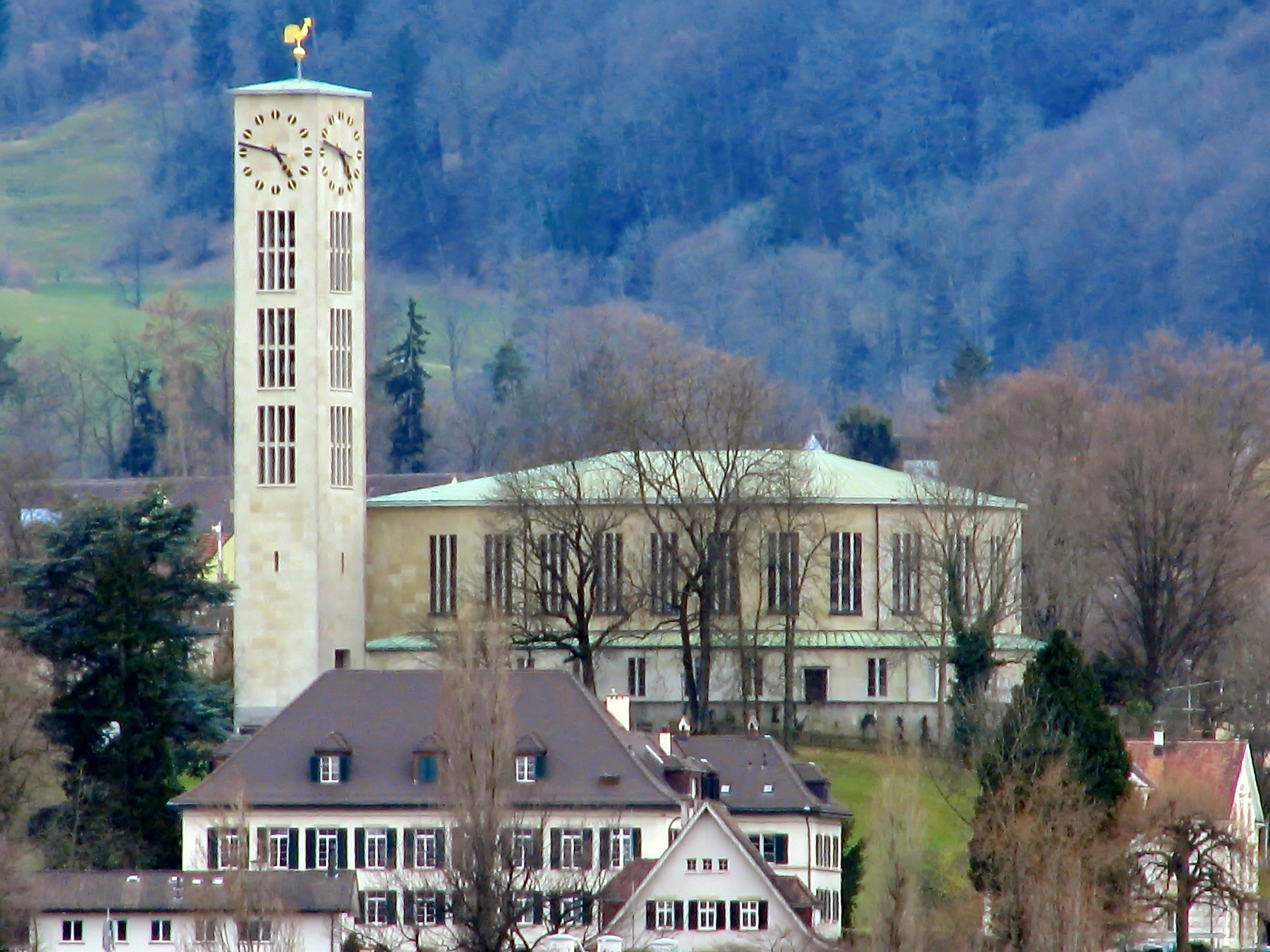
La Neue Kirche

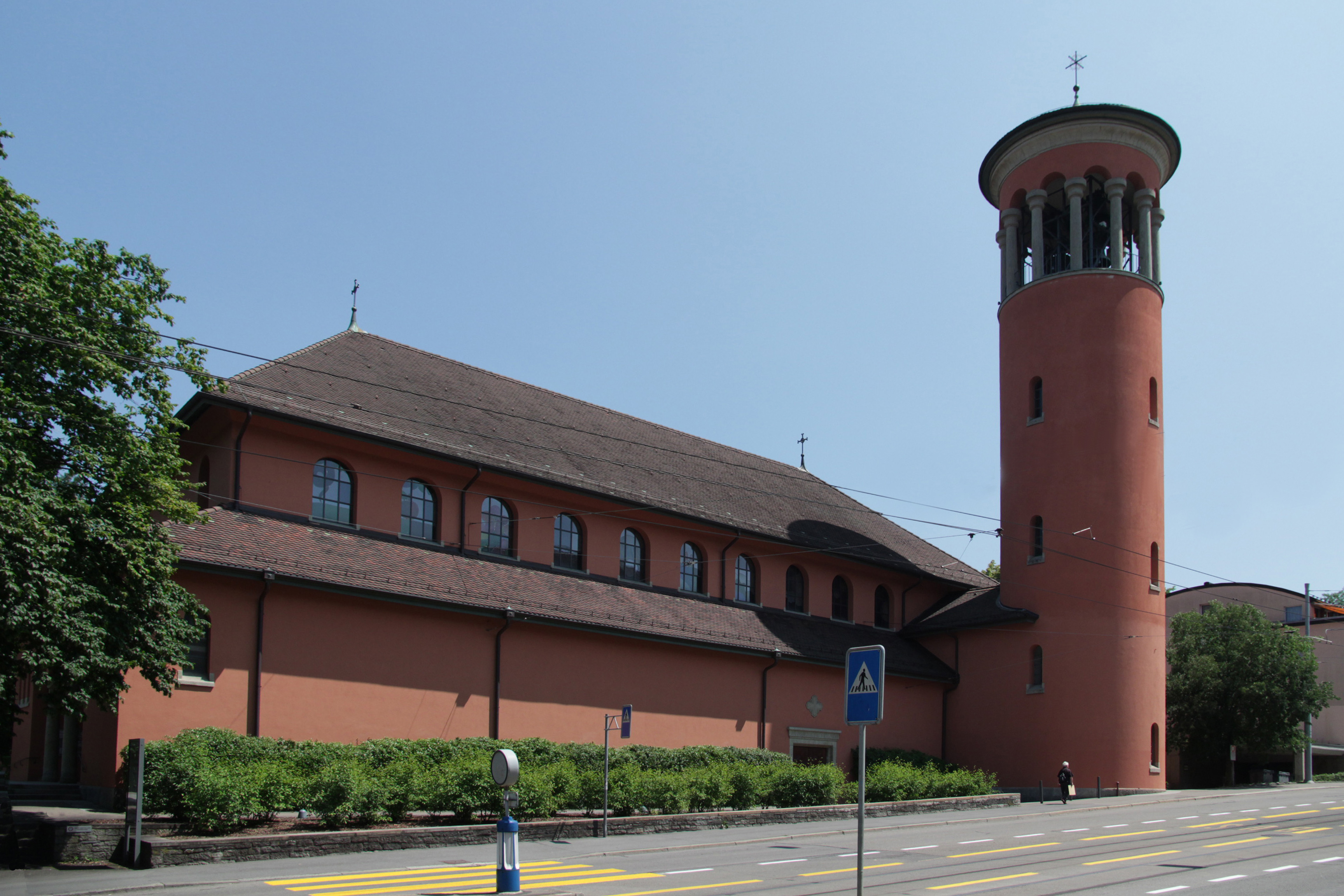
La chiesa di San Francesco

- Chiesa riformata (chiesa vecchia, Alte Kirche), eretta nel 1702[1];
- Chiesa riformata di Auf der Egg (chiesa nuova, Neue Kirche), eretta nel 1935-1936[1];
- Chiesa cattolica di San Francesco, eretta nel 1928[1].

## Società

### Evoluzione demografica
L'evoluzione demografica è riportata nella seguente tabella:
Abitanti censiti

## Amministrazione
Ogni famiglia originaria del luogo fa parte del cosiddetto comune patriziale e ha la responsabilità della manutenzione di ogni bene ricadente all'interno dei confini del comune.